# 5:32
«5:32» — казахский драматический веб-сериал в жанре детективно-психологического триллера, созданный режиссёром Алишером Утевым и видеостудией «Salem social media». Премьера состоялась 11 ноября 2021 года на видеоплатформе YouTube и Aitube-каналах «Пацанские истории». Сериал получил преимущественно положительные отзывы критиков и зрителей. На русскоязычном интернет-сервисе «Кинопоиск» имеет рейтинг 8.2 из 10, а на англоязычном портале «IMDb» 7.5 из 10..
События сериала рассказывают о борьбе правоохранительных органов Казахстана с серийными убийцами и целыми бандами серийных убийц, которые в разные годы действовали на территории Казахской ССР и Казахстана после распада СССР. События всех серий основаны на реальных событиях.
Из-за обилия кровавых сцен и нецензурной лексики веб-сериалу был присвоен рейтинг «21 +». В сериале с тонким психологизмом показана неприглядная сторона жизни жителей Казахстана в постсоветский период. «5:32» стал стал самым популярным проектом Казахстана 2022 года, в общей сложности 13 серий только за первый год собрали на видеохостингах свыше 80 млн просмотров.

## Сюжет
Сюжет сериала повествует о бывшем следователе по особо тяжким делам Шалкаре Рахимове. Некогда успешный сотрудник правоохранительных органов, Шалкар, будучи давно уволенным из полиции, живёт в одиночестве, ведёт маргинальный образ жизни и страдает алкогольной зависимостью. Все меняется в его жизни, когда его навещает молодой следователь Амир и просит от имени начальника полиции, бывшего коллеги Шалкара — помочь в расследовании серии убийств, которая очень похожа на серию, совершенную в городе 25 лет назад. В те годы расследованием тех преступлений занимался как раз Шалкар, но ему не удалось разоблачить преступника, который был известен под прозвищем «подражатель». Шалкар, нецензурно выражаясь в адрес начальника полиции отказывает Амиру, однако тому несмотря на сопротивление Шалкара удаётся оставить в его квартире материалы уголовного дела, как того требовал от него начальник полиции. Увидев фотографии жертв, Шалкар приходит к выводу, что спустя четверть века в городе появился серийный убийца-имитатор, либо же новая серия убийств является делом рук все того же маньяка-«подражателя», с которым у Шалкара личные счёты, после чего он догоняет Амира и соглашается принять участие в расследовании. Сюжет сериала развивается нелинейно и демонстрирует события, происходящие в разных десятилетиях и эпохах. В настоящем времени зрителю показан постаревший Шалкар во время поездки с молодым следователем в отделение полиции и постаревший серийный убийца «подражатель». Во время поездки Шалкар рассказывает молодому коллеге о своей карьере, о своём тогдашнем напарнике Думане и о том, как при нулевой поддержке со стороны начальства они с Думаном в 1990-е годы обезвредили с десяток маньяков и убийц, но не сумели обезвредить «подражателя». Каждая серия представляет собой своеобразный флэшбек из воспоминаний Шалкара.

## Создание
Название сериала является отсылкой к Корану, в частности, к 5-й суре «Аль-Маида» — «Трапеза», 32-му аяту, где говорится: 
«По этой причине Мы предписали сынам Исраила (Израиля): кто убьет человека не за убийство или распространение нечестия на земле, тот словно убил всех людей , а кто сохранит жизнь человеку, тот словно сохранит жизнь всем людям. Наши посланники уже явились к ним с ясными знамениями, но многие из них после этого излишествуют на земле»
.
Каждая серия являет собой полноценную, законченную и самодостаточную историю. Главный акцент в каждой серии делается на личности главного героя следователя Шалкара и раскрытии личностей антагонистов. Это позволяет зрителю лучше понять их мотивы, цели и слабости, которые помогают Шалкару в деле их разоблачения, а также причину того, что он впоследствии не справился с колоссальным стрессом, чувством вины и потерями, предпочтя работе увлечение спиртными напитками.
Проивзодством сериала занималась видеостудия «Salem social media», крупнейшая медиакомпания Центральной Азии. Съемки проходили в Жамбылской области, в 60 километрах от города Тараз, а также в городах Каратау и Жанатас, в течение 40 дней.
Режиссёр Алишер Утев заявил, что «5:32» является своеобразной данью памяти тем сотрудникам правоохранительным органам Казахстана, которые в 1990-е годы отдали много сил и средств для раскрытия преступлений, совершаемых серийными убийцами.

Из интервью Алишера Утева:
«Меня очень впечатлило то, что я прочел в вырезках и статьях о реалиях в 90-х. Особенно меня затронуло то, что к следователям, которые ловили серийных убийц, никакого должного внимания не было и нет. А, по сути, они настоящие герои того времени. Если бы не их самоотдача и профессиональные навыки, возможно, всех этих нелюдей и не поймали бы, жертв было бы больше. Я хотел, чтобы зритель узнал именно об этом и, наверное, снял «розовые очки»
По словам Алишера Утева, ветераны уголовного розыска в беседе с ним подтвердили тот факт, что после распада СССР из-за криминогенной ситуации в Казахстане, в 1990-е годы основной акцент работы правоохранительных органов делался на борьбу против ОПГ, а раскрытию насильственных преступлений, совершаемых против личности — отводилось мало времени. По словам Утева, одной из самых сложных задач во время съемок сериала было воссоздание атмосферы эпохи 1990-х годов, показать зрителю, как тяжела была работа милиции без современных технологий и оборудования, как оперативникам приходилось находить компромисс с начальством, бросавшим силы на другие дела и не всегда дававшим подкрепление и как бытовая неустроенность, семейные связи и традиции влияли на отношение населения к происходящему. По мнению ряда критиков, с этой задачью Алишер Утев прекрасно справился и визуальный ряд сериала — является одним из его сильных преимуществ. Также по мнению критиков, Алишеру Утеву удалось создать атмосферу страха, так как маньяки и серийные убийцы достоверно изображают одержимость и сумасшествие. Все маньяки и серийные убийцы, которые показаны в «5:32», основаны на реально существовавших преступниках, которые орудовали на территории Казахской ССР и Казахстана в период с 1988 по 2010 годы.
После выхода сериала в эфир, на создателей сериала — компанию «Salem Social Media», режиссера Алишера Утева, сценариста Аселя Кадырсеита и Сергея Литовченко подал в суд писатель Аскар Джалдинов, автор книги «Вне протокола. Тайны громких преступлений в Казахстане». В своем иске Джалдинов заявлял, что Алишер Утев и сценарист создали сценарий телесериала «5:32» на основании материалов из его книги. 28 января 2023 года Алмалинский районный суд № 2 принял решение в пользу Аскара Джалдинова, удовлетворив иск о нарушении авторских прав в споре с компанией «Salem Social Media» и обязав ее выплатить ему материальный ущерб. Впоследствии владельцы «Salem Social Media» подали в суд уже на самого Аскара Джалдинова, обвинив его в том, что писатель использовал трейлер сериала «5:32» для анонса встречи со своими читателями. На этот раз Аскар Джалдинов суд проиграл.
В 2022 году Веб-сериал «5:32» вошел в конкурсную программу американского ежегодного фестиваля «CATALYST», который проходит в городе Дулут, штат Миннесота и представляет собой глобальную демонстрацию новейшего контента со всего мира, который существует в рамках «CATALYST storyinstitute» и направлен на развитие литературного и изобразительного искусства, создавая возможности долгосрочной профессиональной карьеры для всех видов аудио-визуального контента. «5:32» претендовал сразу на все главные награды в драматическом жанре. В том числе за продюсирование, режиссуру, актерскую игру, сценарий, операторскую работу и монтаж. По мнению организаторов, веб-сериал стал первым и единственным проектом из Казахстана, который был включен в программу за всю 16-летнюю историю существования «CATALYST».

## Список серий

### Сезон 1 (2021)
| № общий | № в сезоне | Название                                     | Режиссёр    | Автор сценария                                  | Дата премьеры   |
| --- | ---------- | -------------------------------------------- | ----------- | ----------------------------------------------- | --------------- |
| 1 | 1          | «Таксисты» «Taxi drivers.»                   | Алишер Утев | Алишер Утев, Сергей Литовченко, Асель Кадырсейт | 11 ноября 2021  |
| Пожилому мужчине Арыстану врач в больнице выносит диагноз — рак. Ему по прогнозам осталось жить месяц, максимум 40 дней. Врач советует Арыстану закончить все важные дела, после чего Арыстан, который является тем самым серийным убийцей по прозвищу «подражатель, убившим 25 лет назад несколько человек, снова берет в руки нож и в течение месяца совершает 8 убийств с особой жестокостью. В городе настает моральная паника. Молодой следователь Амир приезжает к бывшему сотруднику правоохранительных органов Шалкару Рахимову и сообщает ему, о том что его начальник отправил его к нему с просьбой о помощи в расследовании серии убийств, но Шалкар сперва ему отказывает. Следователь бросает ему папку с материалами уголовного дела, из которой выпадают фотографии, изучив которые Шалкар приходит к выводу, что серия убийств может быть делом рук «подражателя», которого Шалкару тогда так и не удалось разоблачить. Понимая, что это шанс поймать преступника, который все это время находился на свободе, Шалкар выбегает из дома, останавливает следователя и просит его отвезти к начальнику. Во время поездки между Шалкаром и Амиром возникает ссора. Амир, учитывая маргинальный образ жизни Шалкара, ставит под сомнение приписываемые ему своим начальством выдающиеся профессиональные качества, после чего Шалкар погружается в воспоминания. Он вспоминает о своем первом уголовном деле, деле о двух серийных убийцах, которые под видом таксистов находили своих жертв на пригородном вокзале, после чего увозили в безлюдную местность, где насиловали и убивали. В качестве прототипов серийных убийц послужили Полатбай Бердалиев и Абдусеит Орманов, которые в период с 12 ноября 2011 года по 7 апреля 2012 года на территории Узбекистана и Казахстана совершили убийства 11 женщин. |            |                                              |             |                                                 |                 |
| 2 | 2          | «Монстр в юбке» «The monster in a skirt»     | Алишер Утев | Алишер Утев, Сергей Литовченко, Асель Кадырсейт | 18 ноября 2021  |
| Шалкар и Амир останавливаются в придорожном кафе. Амир заказывает беляши. Увидев их на столе, Шалкару становится плохо, после чего он поднимается с места и убегает прочь, оставляя на обеденном столе свой дневник с записями о расследовании бесследного исчезновения нескольких мужчин, которые все страдали алкогольной зависимостью. Главной антагонисткой серии является девушка, которая заманивает к себе в дом местных мужчин, напаивает водкой, после чего убивает и расчленяет трупы. Из мяса своих жертв она готовит беляши, которые днем продает на рынке и сама употребляет в пищу. Мотив ее преступлений в ходе расследования остается неизвестным. По словам создателей сериала, главная антагонистка серии не имела реального женского прототипа в действительности, а в основу сюжета серии легло дело самого знаменитого алматинского каннибала Николая Джумагалиева по прозвищу «Железный клык», который на протяжении многих лет держал в страхе жителей не только Казахстана, но и соседних стран, а также дело Загипы Узбаевой и ее троих дочерей, которые в 1998 и 1999 годах убили и съели четверых своих родственников, три сестры и пожилую мать Загипы Узбаевой |            |                                              |             |                                                 |                 |
| 3 | 3          | «Бессистемный маньяк» «Haphazard maniac»     | Алишер Утев | Алишер Утев, Сергей Литовченко, Асель Кадырсейт | 18 ноября 2021  |
| В этой серии пожилой Арыстан в настоящем времени совершает очередное убийство. Он просит проходившего мимо парня помочь донести сумки до его дома. Парень соглашается и вместе с Арыстаном идет к его дому, где зайдя внутрь связанный труп и кровавые следы, после чего Арыстан с удовольствием его убивает. В это же время Шалкар вспоминает о расследовании преступлений маньяка, который получил прозвище «бессистемный» за импульсивные действия, лишенные конкретного мотива и логики и убийства женщин, совершенные с особой жестокостью. В ходе расследования выясняется, что триггером для совершения преступления главного антагониста серии становится известие о том, что его любимая девушка выходит замуж за другого. Прототипом маньяка в серии является т.н. «талдыкорганский маньяк», 27-летний Ерлан Молбаев, который был задержан в октябре 2009 года по обвинению в двойном убийстве с особой жестокостью. В частности одной из своих жертв он отрезал грудь и, положив ее на капот, проехал таким образом не один десяток километров. В 2011 году Молбаев был приговорен к 23 годам лишения свободы. |            |                                              |             |                                                 |                 |
| 4 | 4          | «Одноногий дед» «One-legged old man»         | Алишер Утев | Алишер Утев, Сергей Литовченко, Асель Кадырсейт | 25 ноября 2021  |
| Шалкар вспоминает о том, как в молодости он и его напарник Думан вели расследование убийств нескольких девушек, чьи полусожженые тела были обнаружены в степной сельской местности. В ходе расследования на основании ряда косвенных улик, Шалкар и Думан приходят к закономерному выводу о том, что серийным убийцей является один из местных жителей, который хорошо знает ближайшие районы, прекрасно ориентируется в этой местности и внушает доверие местным жителям. В ходе расследования им удается разоблачить виновного, которым оказывается пожилой одноногий мужчина. Прототипом маньяка послужил насильник-рецидивист Александр Дудник, который в период с осени 1993 года по лето 1994 года совершил 3 убийства девушек в селе Вишневка (в настоящее время Аршалы). Как и его экранный образ - Александр Дудник был одноногим и нападал на девушек по сексуальным мотивам. |            |                                              |             |                                                 |                 |
| 5 | 5          | «Маньяк из студгородка» «Maniac from campus» | Алишер Утев | Алишер Утев, Сергей Литовченко, Асель Кадырсейт | 2 декабря 2021  |
| Шалкар делится с молодым следователем воспоминаниями о расследовании серии убийств студенток на территории местного института. Маньяк действует предельно осторожно и почти не оставляет зацепок следствию. Одна из жертв остается в живых, она утверждает, что не видела лица серийного убийцы, но все равно дает показания, на основании которых Шалкару и Думану в конечном итоге удается поймать маньяка, однако несмотря на это, опороченную студентку общество начинает подвергать преследованию и гонению. С ней расстается жених, а родственники отказываются от нее, после чего она кончает жизнь самоубийством, повесившись в сарае. Прототипом маньяка послужил советский серийный убийца и насильник Иван Манджиков, совершивший не менее 5 убийств студенток на территории Казахского национального университета (КазГУ) в 1988—1989 годах. |            |                                              |             |                                                 |                 |
| 6 | 6          | «Отчаянный» «The desperate man»              | Алишер Утев | Алишер Утев, Сергей Литовченко, Асель Кадырсейт | 9 декабря 2021  |
| Шалкар вспоминает о необычном расследовании. Молодой парень, участник афганской войны, пытается разрешить конфликт со своей беременной сестрой, которая ведет распущенную половую жизнь. В это же время в городе действует банда серийных убийц-каннибалов, которые все были санитарами одной из городских больниц. Они убивают девушек, расчленяют их трупы, а мягкие ткани тел употребляют в пищу. Останки жертв они разбрасывают в разных частях города. После исчезновения своей сестры, бывший военный начинает ее отчаянно искать. Ему удается попасть на опознание останков жертв серийных убийц. Среди останков он опознает свою убитую сестру, но ничего не говорит сотрудниками милиции, а молча уходит. В это же время, молодой Арыстан коллекционирует у себя дома вырезки из газет о маньяках и их жертвах, тщательно изучая их образ действия.... |            |                                              |             |                                                 |                 |
| 7 | 7          | «Банда людоедов»                             | Алишер Утев | Алишер Утев, Сергей Литовченко, Асель Кадырсейт | 16 декабря 2021 |
| Герой предыдущей серии, бывший военный совершает серию убийств мужчин-санитаров в качестве мести за смерть своей сестры. Шалкар с напарником занимается расследованием резонансного уголовного дела в поисках преступника. В ходе расследования он обнаруживает шокирующие доказательства того, что санитары являются той самой бандой серийных-убийц каннибалов. Шалкару и Думану удается арестовать мстителя, но после разговора с ним, Шалкар отпускает его, после чего он совершает убийство последнего санитара из банды каннибалов в степи и добровольно сдается милиции. Шалкар объясняет свой поступок Амиру наличием личных счетов с серийными убийцами, так как его младший брат в детстве стал жертвой одного из них, после чего Шалкар принял решение стать следователем. Прототипами убийц послужили каннибалы Сергей Копай, Евгений Турочкин и Михаил Вершинин, более известные как «Санитары квартала красных фонарей», которые с 1998 по 1999 год совершили на территории города Алма-Ата убийства как минимум 7 девушек, мясо которых они употребляли в пищу. Все трое работали санитарами и врачом в Алма-Атинской республиканской клинической психиатрической больнице. |            |                                              |             |                                                 |                 |
| 8 | 8          | «Солдаты одной армии»                        | Алишер Утев | Алишер Утев, Сергей Литовченко, Асель Кадырсейт | 23 декабря 2021 |
| Шалкар вспоминает о расследовании серии убийств мужчин и девушек, которые совершили молодой парень по прозвищу «охотник» и его подруга. Во время попытки ареста подозреваемого он дает Шалкару и его коллегам ожесточенный отпор, вследствие чего Думан был вынужден его убить. Сотрудники милиции вскоре находят массовое захоронение из 16 трупов. Во время осмотра тел, Шалкар неожиданно обнаруживает, что одна из жертв - девушка по имени Карина оказалась живой. Она доставлена в больницу, где ей была оказана медицинская помощь. В это же время находится еще одна выжившая жертва, подросток, который заявил, что серийный убийца напал на него и его отца во время сбора грибов в лесу, однако при этом его сообщницей была Карина, которую он опознал по фотографии. После того как девушка пришла в сознание, ей сообщили о том, что она является подозреваемой в соучастии убийств. В ответ Карина заявляет, что однажды стала свидетелем одного из убийств, которое совершил ее любимый человек, но она не пошла в милицию, так как внезапно осознала свою склонность к садизму и добровольно стала помогать ему совершать дальнейшие убийства. Во время расследования, Шалкар замечает, что одна из жертв «охотника» была убита не им, а возможно «подражателем». В действительности все так и было. Во время последних убийств, «охотник» обнаружил на кладбище своих жертв «подражателя» который ему заявил: «Тссс, не кричи, мы же с тобой солдаты одной армии». Арыстан «подражатель» посоветовал «охотнику» контролировать свое влечение к убийствам и подавлять импульсивность, чтобы не оставлять зацепок следствию. Во время разговора с «охотником», Арыстан - «подражатель» не оценил наличие у него сообщницы, утверждая, что серийные убийцы должны действовать в одиночку, после чего «охотник» приказал Карине бежать и нанес ей удар ножом. |            |                                              |             |                                                 |                 |
| 9 | 9          | «Свадьба Шалкара» «Shalkar's wedding»        | Алишер Утев | Алишер Утев, Сергей Литовченко, Асель Кадырсейт | 6 января 2022   |
| Шалкар погружается в воспоминания о собственной свадьбе, во время которой произошли трагические события в его жизни. В день свадьбы праздничную атмосферу портит звонок перепуганной женщины, которая заявляет, что ее сын является серийным убийцей, убившим десятки людей. Шалкар не может оставить молодую супругу и гостей, о чем впоследствии сильно жалеет, так как маньяк убивает отправившегося на его поимку напарника Шалкара - Думана и ранит еще одного из их коллег. Сам маньяк тоже получает ранение. Его отправляется допрашивать Шалкар, который будучи в гневе из-за гибели своих друзей убивает маньяка, когда часы показывают «5:32». Милиционер, который ранил маньяка, в конечном итоге пишет в рапорте по приказу начальства о том, что маньяк был застрелен во время поимки на месте преступления, однако это обстоятельство не радует Шалкара, ведь преступник мог быть разоблачен гораздо раньше, если бы его мать сдала его милиции, а не помогала хоронить жертв из-за страха перед сыном. Прототипом маньяка послужил Торегельды Жарамбаев, советский и казахстанский серийный убийца, совершивший серию из как минимум 33 убийств детей, девушек, женщин и молодых мужчин с особой жестокостью в период с 1990 по 1992 год на территории города Шымкент. Известен под прозвищем «Шымкентский Чикатило». |            |                                              |             |                                                 |                 |
| 10 | 10         | «Незаменимых не бывает»                      | Алишер Утев | Алишер Утев, Сергей Литовченко, Асель Кадырсейт | 13 января 2022  |
| После смерти напарника Шалкар увлекается алкогольными напитками и наркотическими веществами. В какой-то момент он знакомится со знаменитым в узких кругах художником-лекарем, который курит траву, якобы избавляющую от головной боли. В действительности художник оказывается очередным серийным убийцей-каннибалом, который заманивает жертв к себе домой, убивает их и готовит из мяса убитых разные блюда. По словам создателя сериала, антагонист этой серии не имеет единого реального прототипа и представляет собой собирательный образ, основанный на личностях сразу нескольких серийных убийц - каннибалов, орудовавших на территории Казахстана в 1990-е годы. Одним из прототипов людоеда в качестве художника послужил художник-оформитель Павел Николаевич Горобец, который на территории Бишкека в декабре 1997 года убил своего собутыльника Виктора Греховодова, тело которого он расчленил, а из мяса убитого сделал котлеты, а 8 марта 1998 года убил сожительницу Валентину Кашину, мягкие ткани которой также употребил в пищу. Жуткие акты каннибализма Горобец совершил в силу полной деградации личности на фоне многолетнего алкоголизма |            |                                              |             |                                                 |                 |
| 12 | 12         | «Лучший мент в отделе»                       | Алишер Утев | Алишер Утев, Сергей Литовченко, Асель Кадырсейт | 20 января 2022  |
| Шалкар находит в себе силы выйти из депрессии и возвращается на службу. Он принимает участие в расследовании серии убийств преступника, совершившего неосторожный шаг: очередной похищенной им девушкой становится жена местного криминального авторитета, который сотрудничает со следствием и оказывает им помощь. Под подозрением оказываются трое участников одной из шаек, которых похищает криминальный авторитет, после чего отдает их сотрудникам правоохранительных органов. В ходе их допроса Шалкар находит улики, свидетельствующие о их причастности к совершению убийств и о существовании целой банды, которые под предводительством своего лидера совершили несколько десятков убийств женщин. Прототипом маньяков послужили члены т.н. банды Бормана, которые во главе с ее лидером Александром Суворовым «Борманом» в период с 12 июля 1998 по 16 февраля 2000 года совершили на территории города Алма-Ата как минимум 25 убийств девушек и женщин, сопряженных с изнасилованиями. |            |                                              |             |                                                 |                 |
| 13 | 13         | «Последнее задание»                          | Алишер Утев | Неизвестно                                      | 27 января 2022  |
| Шалкар вспоминает о своем последнем дне работы в правоохранительных органах. Накануне этого была годовщина его свадьбы, однако он не приехал домой, так как целые сутки провел на совещаниях. Из-за скандалов в семье он принимает решение уволиться из милиции и спокойно жить со своей любимой женой и ребенком, однако его планам не суждено было сбыться. Шалкар был близок к раскрытию личности «подражателя» и в последний свой рабочий день решил обыскать два дома, где проживали потенциальные подозреваемые. Одним из них оказался Арыстан - «подражатель». При появлении милиции, Арыстану удается бежать из дома через чердак. Шалкар во время погони стреляет в него и ранит его в ногу. Спрятавшись в одном из гаражей, Арыстан - «подражатель» останавливает кровотечение и направляется к дому Шалкара, где в его отсутствие хладнокровно убивает его беременную жену и отца Думана, который проживал вместе с ними. |            |                                              |             |                                                 |                 |
| 13 | 13         | «Час расплаты»                               | Алишер Утев | Неизвестно                                      | 15 февраля 2022 |
| Действие серии полностью происходит в настоящем временем. Шалкар с Амиром наконец-то доезжают до следственного управления, где находится подозреваемый в совершении серии убийств. Во время его допроса, ссылаясь на свой богатый опыт, Шалкар приходит к выводу, что задержанный мужчина не имеет никакого отношения к новой серии убийств, совершенной в городе и в силу возраста не имеет отношения к серии убийств, совершенных 25 лет назад. Настоящий маньяк Арыстан, в день серьезного ухудшения самочувствия, последовательно убивает в своем доме медсестру, уборщицу из клининговой компании, а затем своего лечащего врача, которого он попросил заехать к нему домой после работы. Находясь при смерти маньяк выражает благодарность окружающим его трупам за то, что они составили ему компанию во время его собственного ухода из жизни и рассказывает им о том, что лишь смертельное заболевание вынудило его спустя 25 лет возобновить серию убийств. В это же время Шалкар осматривая карту с нанесенными на ней местами совершения убийств, приходит к выводу, что маньяк возможно болен и имеет проблемы с подвижностью, так как все убийства были совершены на сравнительно небольшом расстоянии друг от друга, а смертельные удары ножом были нанесены со слабой силой. После этого Шалкар и Амир в срочном порядке распоряжаются предоставить от всех больниц города списки мужчин, находящихся в возрасте свыше 50 лет, в данный момент состоящих на лечении. Довольно скоро в число подозреваемых попадает настоящий маньяк. Подозрения в его адрес усиливаются после того, как сотрудники больницы предоставляют Шалкару и Амиру информацию о том, что одна из медсестер, навещавших его утром - обратно не вернулась. Получив адрес проживания маньяка, Шалкар уговаривает Амира никому не рассказывать об этом и самим проверить подозреваемого. По приезде к дому маньяка Шалкар предлагает Амиру отправиться в дом под видом пропавшей медсестры, но быстро меняет свои планы, после того как обнаруживает в бардачке автомобиля наручники и заряженный пистолет. Угрожая оружием, Шалкар заставляет Амира пристегнуть себя наручниками к рулю автомобиля, после чего направляется в дом с целью застрелить маньяка - «подражателя». Войдя в дом, Шалкар убеждается в том, что Арыстан является тем самым маньяком, которого он так долго искал, но с ужасом осознает, что тот находится при смерти. Преступник умирает через несколько минут после появления Шалкара в доме, а Шалкар, пребывая в отчаянии от того, что не успел с ним поговорить и он не получил за свои преступления справедливого возмездия - совершает самоубийство в тот момент, когда на часах было время 5:32. В последних сценах серии, Шалкар попадает на небеса, где встречает умершего брата, подругу, свою беременную жену, а также Думана и его отца. Он проводит вместе с ними несколько счастливых минут. Шалкар хочет остаться вместе с ними, но отец Думана не позволяет ему этого сделать, ведь у самоубийц другая дорога. Он направляет Шалкара в другую сторону по другому пути, вглядевшись в который, Шалкара охватывает ужас... |            |                                              |             |                                                 |                 |